# Cerro Azul-Quizapu
Cerro Azul-Quizapu ou conhecido como Quizapu é um estratovulcão ativo situado na Região de Maule do centro do Chile, imediatamente a sul do Descabezado Grande. Parte da Cintura vulcânica dos Andes o seu topo está 3788 metros acima do nível médio do mar, tendo uma cratera com 500 m de largura e aberta a norte. Abaixo do cume o vulcão apresenta bastantes cones de escória e ventilações laterais.
O Cerro Azul é responsável por algumas das maiores erupções registadas na América do Sul, em 1846 e 1932. Em 1846, uma erupção efusiva formou a ventilação no sítio onde actualmente se encontra a cratera Quizapu no flanco norte do Cerro Azul, com a lava a descer o vulcão e a formar um campo de lava com oito a nove quilómetros quadrados de área. Actividade vulcânica dos tipos  hidromagmática e  estromboliana registada entre 1907 e 1932 escavou esta cratera. Em 1932, uma das maiores erupções explosivas do século XX verificou-se na cratera Quizapu enviando 9,5 km3 de cinzas para a atmosfera. A erupção mais recente do vulcão ocorreu em 1967.
A zona vulcânia sul dos Andes tem uma longa história de erupções, constituindo uma ameaça à região circundante. Apesar da sua inactividade, o Cerro Azul pode voltar a produzir uma grande erupção. Para esta eventualidade existem equipas preparadas para intervir, evacuando, assistindo e salvando pessoas postas em perigo por erupções, como por exemplo o Volcano Disaster Assistance Program (VDAP).